# Celithemis bertha
Celithemis bertha är en trollsländeart som beskrevs av Williamson 1922. Celithemis bertha ingår i släktet Celithemis och familjen segeltrollsländor. IUCN kategoriserar arten globalt som livskraftig. Inga underarter finns listade i Catalogue of Life.